# Рой Харгроув
Рой Э́нтони Ха́ргроув (англ. Roy Anthony Hargrove, 16 октября 1969 — 2 ноября 2018) — американский джазовый трубач. Обладатель двух премий Грэмми (1997 и 2002 года) в различных жанрах музыки. Был лидером прогрессив-группы RH Factor, которая объединила элементы джаза, фанка, хип-хопа, соула и госпела. В её состав входили Чалмерс «Спанки» Алфорд, Пино Палладино, Джеймс Пойзер, Джонатан Батист и Бернард Райт. Его постоянным менеджером был Ларри Клотье.

## Биография
Харгроув родился в городе Уэйко, штат Техас, в семье Роя Аллана Харгроува и Жаклин Харгроув. Когда ему было 9 лет, семья переехала в Даллас, штат Техас. Он брал уроки игры на трубе и был обнаружен Уинтоном Марсалисом, когда тот посетил Высшую школу исполнительских и визуальных искусств им. Букера Т. Вашингтона. Одним из самых глубоких ранних влияний Роя, было посещение его школы саксофонистом Дэвидом «Fathead» Ньюманом, который выступал в качестве сайдмена в группе Рэя Чарльза.
С 1988 по 1989 Харгроув обучался в Бостонском музыкальном колледже Беркли и чаще его можно было встретить на джем-сейшнах в Нью-Йорке. Вскоре он был переведен в Новую школу в Нью-Йорке. Его первая запись была с саксофонистом Бобби Уотсоном. Вскоре после этого была выпущена запись коллектива Superblue, в котором приняли участие Уотсон, Малгрю Миллер, Фрэнк Лейси и Кенни Вашингтон. В 1990 году он выпустил свой первый сольный альбом Diamond in the Rough на лейбле Novus (RCA). Джазовым оркестром Линкольн-центра у Харгроува было заказано произведение «The Love Suite: In Mahogany», премьера которого состоялась в 1993 году.
В 1994 году, по контракту с Verve был записан With the Tenors of Our Time с Джо Хендерсоном, Стэнли Террентайном, Джонни Гриффином, Джошуа Редманом и Брэнфордом Марсалисом. Харгроув записал альбом Family в 1995 году, затем экспериментировал с форматом трио в альбоме Parker’s Mood в 1995 году, при участии басиста Кристиана МакБрайда и пианиста Стивена Скотта.
Харгроув получил премию Грэмми за лучший латинский джазовый альбом в 1998 году за альбом Habana с афро-кубинской группой Crisol, которую он основал. Свою вторую премию Грэмми он получил за лучший джазовый инструментальный альбом в 2002 году за Directions in Music: Live в Massey Hall на котором играли Херби Хэнкок и Майкл Брекер.
В 2000 году Харгроув всяческий использовал джазовое звучание выступая и записываясь с неосоул-певцом D’Angelo, в результате чего появился альбом Voodoo. Харгроув также исполнил музыку Луи Армстронга в музыкальной постановке Розы Никсон «Dedicated To Louis Armstrong» в рамках джазового фестиваля Verizon Jazz Festival. В 2002 году он сотрудничал с D’Angelo, Мэйси Грэй, Soultronics и Найлом Роджерсом. Также были выпущены два трека для сборника Red Hot & Riot, посвященного музыке пионера афробита Фела Кути. Также он выступал в качестве сессионного музыканта с джазовой пианисткой Ширли Хорн и рэпером Common с альбомом Like Water for Chocolate и в 2002 году с певицей Эрикой Баду на Worldwide Underground.

## Личная жизнь и смерть
Харгроув боролся с почечной недостаточностью. Он умер от остановки сердца, вызванной заболеванием почек, 2 ноября 2018 года в больнице Маунт-Синай в Нью-Йорке. По словам его менеджера Ларри Клотье, Харгроув был на диализе в течение последних 14 лет своей жизни.

## Дискография

### Сольные альбомы
- 1990: Diamond in the Rough (Novus)
- 1991: Public Eye (Novus)
- 1992: Tokyo Sessions, при участии Антонио Харта (Novus)
- 1992: The Vibe (Novus)
- 1993: Jazz Futures: Live in Concert (Novus)
- 1993: Of Kindred Souls: The Roy Hargrove Quintet Live (Novus)
- 1993: Beauty and the Beast — The Jazz Networks (Novus)
- 1994: Blues 'n Ballads — The Jazz Networks (Novus)
- 1994: Approaching Standards — компиляция треков из 4 альбомов (BMG Entertainment/Jazz Heritage, 1995)
- 1994: With the Tenors of Our Time — The Roy Hargrove Quintet (Verve)
- 1995: Family (Verve)
- 1995: Parker’s Mood — Кристиан МакБрайд (контрабас), Стивена Скотт (фортепиано) (Verve)
- 1997: Habana — Roy Hargrove’s Crisol (Verve), Latin Jazz Grammy
- 2000: Moment to Moment — Roy Hargrove with Strings (Verve)
- 2002: Directions in Music: Live at Massey Hall — Херби Хэнкок (фортепиано), Майкл Брекер (саксофон) (Verve), Grammy Award for Best Jazz Instrumental Album
- 2003: Hard Groove — The RH Factor (Verve)
- 2004: Strength — The RH Factor (EP, Verve)
- 2006: Distractions — The RH Factor (Verve)
- 2006: Nothing Serious (Verve)
- 2008: Earfood — The Roy Hargrove Quintet (EmArcy)
- 2009: Emergence — The Roy Hargrove Big Band (Groovin' High)

### В качестве сайдмена
- 1988: Бобби Ватсон & Horizon — No question about it
- 1988: Superblue — Superblue (Blue Note)[6]
- 1989: Manhattan Projects — Dreamboat
- 1989: Карл Аллен & Manhattan Projects — Piccadilly Square
- 1989: Рикки Форд — Hard Groovin' (Muse)
- 1990: Frank Morgan — A Lovesome Thing (Antilles)
- 1990: Ralph Moore — Furthermore (Landmark)
- 1991: Антонио Харт — For the First Time
- 1991: Чарльз Фамбро — The Proper Angle
- 1991: Jazz Futures — Live in Concert (Novus)
- 1991: Сонни Роллинз — Here’s to the People (Milestone), на треках «I Wish I Knew» и «Young Roy»
- 1992: Jackie McLean — Rhythm of the Earth
- 1992: Jazz Networks — Beauty And The Beast (BMG)
- 1992: Дэнни Гэттон, Джошуа Редман, Бобби Ватсон, Франк Амсаллем, Чарльз Фамбро, Йорон Исраэль — New York Stories (Blue Note)
- 1993: Bob Thiele Collective — Lion Hearted
- 1993: Стив Колман — The Tao of Mad Phat (Novus)
- 1993: Jazz Networks — Blues 'N Ballads (BMG)
- 1994: Дэвид Санчез — Sketches of Dreams
- 1994: Джонни Гриффин — Chicago-New york-Paris
- 1994: Марк Кари — Cary On
- 1994: Родни Кендрик — The Secrets of Rodney Kendrick
- 1995: Ширли Хорн — The Main Ingredient (Verve)
- 1995: Кристиан МакБрайд — Gettin' to It
- 1995: Джимми Смит — Damn!
- 1996: Джимми Смит — Angel Eyes: Ballads & Slow Jams
- 1996: Cedar Walton — Composer (Astor Place)
- 1996: Оскар Питерсон — Meets Roy Hargrove and Ralph Moore (Telarc), при участии Ральфа Мура, Нильсf-Хеннинга Эрстеда Педерсена и Луиса Нэша
- 1998: Ширли Хорн — I Remember Miles (Verve)
- 2000: Ray Brown Trio — Some of My Best Friends Are… The Trumpet Players (Telarc)
- 2000: Эрика Баду — Mama’s Gun
- 2000: D’Angelo — Voodoo
- 2000: Common — Like Water for Chocolate
- 2001: Рой Хайнс — Birds of a Feather: A Tribute to Charlie Parker
- 2002: Натали Коул — Ask A Woman Who Knows, трек «I’m Glad There Is You» (Verve)
- 2003: Эрика Баду — Worldwide Underground
- 2003: Ширли Хорн — May the Music Never End (Verve)
- 2006: Анке Хелфрич — Better Times Ahead
- 2006: Джон Мейер — Continuum
- 2006: Стив Дэвис — Update
- 2007: Jimmy Cobb Quartet — Cobb’s Corner
- 2007: Рандал Корсен — Armonia
- 2008: Джон Бисли — Letter to Herbie
- 2008: Джонни Гриффин — Live At Ronnie Scott’s
- 2008: Roy Assaf & Eddy Khaimovich Quartet — Andarta (Origin)
- 2009: Jimmy Cobb Quartet — Jazz in the Key of Blue, Расселл Малон (гитара), Джон Уэббер (бас)
- 2010: Маркус Миллер и L’Orchestre Philharmonique de Monte Carlo — A Night in Monte Carlo (Dreyfus/Concord Jazz), с Раулем Мидоном
- 2010: Анжелика Киджо — Õÿö, на треке «Samba pa ti»
- 2011: Сириль Эме — Cyrille Aimée & Friends (Live at Smalls)
- 2011: Лайка Фатьен — Come A Little Closer
- 2011: Рой Хайнс — Roy-Alty
- 2011: Стэн Киллиан — Unified
- 2014: D’Angelo — Black Messiah
- 2015: Амин Салим — The Grove Lab
- 2017: Джонни О’Нил — In The Moment
- 2018: The 1975 — A Brief Inquiry Into Online Relationships